# Persoonia comata
Persoonia comata (лат.) — кустарник, вид рода Персоония (Persoonia) семейства Протейные (Proteaceae), эндемик юго-западного региона Западной Австралии.

## Ботаническое описание
Persoonia comata — прямостоячий, иногда переходящий в стелющийся кустарник высотой 0,2-1,5 м с гладкой серой корой, иногда шелушащейся у основания и густо опушёнными молодыми веточками, которые с возрастом становятся гладкими. Листья расположены попеременно вдоль стеблей, от узколопаткообразной до копьевидной формы с более узким концом к основанию, длиной 55-150 мм и шириной 2,5-17,5 мм. Цветки в основном расположены группами от 10 до 50 вдоль цветоноса длиной 20-250 мм. Цветок расположен на цветоножке длиной 5-25 мм. Листочки околоцветника ярко-жёлтые, часто с розовым оттенком, снаружи покрыты волосками, верхние листочки околоцветника 9-15 мм в длину и 1,5-3 мм в ширину, боковые листочки околоцветника асимметричны, а нижний листочек образует листочковидный мешок. Пыльники ярко-жёлтые с белыми кончиками. Цветение происходит с ноября по февраль. Плод — костянка овальной формы длиной 8,5-11,5 мм и шириной 5-7 мм.

## Таксономия
Впервые вид был официально описан в 1855 году Карлом Мейснером в гукеровском журнале Hooker’s Journal of Botany and Kew Garden Miscellany.

## Распространение
Persoonia comata — эндемик Западной Австралии. Растёт в эвкалиптовых лесах и лесах банксии, а также в лесах или вересковых пустошах, в прибрежных районах между горой Перон возле Джуриен-Бей и Янчеп и в биогеографических регионах: Эйвон-Уитбелт, песчаные равнины Джеральдтона и прибрежная равнина Суэйн.

## Охранный статус
Вид классифицируется Департаментом парков и дикой природы правительства Западной Австралии как «не находящаяся под угрозой исчезновения».